# Cumella agglutinanta
Cumella agglutinanta är en kräftdjursart som beskrevs av Mihai Bacescu 1971. Cumella agglutinanta ingår i släktet Cumella och familjen Nannastacidae. Inga underarter finns listade i Catalogue of Life.